# Мелхиседек III
Католикос-Патриарх Мелхиседек III (в миру Михаил Георгиевич Пхаладзе, груз. მიხეილ გიორგის ძე ფხალაძე; 2 ноября 1872, село Кандаури, Сигнахский уезд, Тифлисская губерния — 10 января 1960, Тбилиси) — епископ Грузинской православной церкви, Католикос-Патриарх всея Грузии.

## Биография
Родился 2 ноября 1872 года в семье церковного чтеца.
В 1883 года поступил в Телавское духовное училище. В 1889 года закончил его и поступил Тифлисскую духовную семинарию. По окончании её, в 1896 году поступил в Казанскую духовную академию, которую закончил в 1900 году со степенью кандидата богословия и правом преподавать в духовных семинариях.
В 1900 году назначен в Кутаисское духовное училище преподавателем русского языка. В 1904 году переведён на должность преподавателя арифметики, географии и природоведения в духовное училище в город Белый Смоленской губернии (ныне находится в Тверской области). В 1909 году переведён в Подольскую духовную семинарию на должность преподавателя физики и математики.
В 1915 году посвящён во священника и назначен смотрителем Тывровского духовного училища. В январе 1917 года переведён в Кутаисское духовное училище на должность смотрителя училища. В сентябре того же года переведён на должность смотрителя Горийского духовного училища.
В 1918 году духовные учебные заведения были закрыты, преподаватели училища переведены в Горийскую мужскую гимназию, где о. Михаил временно ведёт уроки физики. В 1920 году ему, как священнику, приходится уйти из гимназии и остаться без работы.
В 1922 года становится священником Сионского кафедрального собора.
В 1925 году был пострижен в монашество, возведен в сан архимандрита и хиротонисан во епископа Алавердского.
17 октября 1927 года назначен митрополитом Сухумским и Абхазским.
24 марта 1928 году почислен на покой и назначен настоятелем Преображенской церкви в Тбилиси.
С 2 января 1935 года — митрополит Сухумский и Абхазский.
С 1938 года, в связи с дальнейшим усилением гонений на церковь, вынужден был уехать в Тбилиси и остаётся без работы на несколько лет.
1 апреля 1943 года назначен священником Кукийской кладбищенской церкви святой Нины в Тбилиси.
30 апреля 1944 года переведён настоятелем в Дидубийскую Богородичную церковь Тбилиси, а также назначен митрополитом Урбнисским.
5 апреля 1952 года избран Католикосом-Патриархом всея Грузии.
При нём были восстановлены и открыты такие известные в Грузии храмы, как Бодбийская церковь святого великомученика Георгия, где находятся мощи святой равноапостольной Нины, просветительницы Грузии, храм Моцамета, куда были вновь перенесены мощи святых мучеников Давида и Константина, князей Арагветских, Илорский храм святого Георгия, а также другие храмы.
27 декабря 1959 года, в Неделю святых праотец, в день своего ангела, будучи уже чрезвычайно слабым, патриарх Мелхиседек принимал у себя тбилисское духовенство во главе с епископами Давидом и Зиновием, как бы прощаясь с ними.
Скончался 10 января 1960 года. Гроб с телом почившего был установлен в Сионском кафедральном соборе. На другой день после кончины предстоятеля епископат Грузинской Церкви избрал патриаршим местоблюстителем митрополита Батумского, Шемокмедского и Чхондидского Ефрема. 17 января состоялось погребение в Сионском соборе.